# Lil Tracy
Lil Tracy, właściwie Jazz Ishmael Butler (ur. 3 października 1995 w Virginia Beach) – amerykański raper, piosenkarz i twórca tekstów.
Znany najbardziej ze współpracy z raperem Lil Peepem oraz z tego, że jest ściśle powiązany z SoundCloudem i podziemną sceną muzyki hip-hopowej kojarzonej z niezależnymi artystami.

## Życiorys

### Wczesne życie
Jazz Butler urodził się 3 października 1995 roku w Virginia Beach w stanie Wirginia. Dorastał słuchając muzyki emo i południowych artystów hip-hopowych, którzy zainspirowali go do tworzenia muzyki. Rodzice Butlera rozstali się, gdy miał kilkanaście lat, przez co niezależnie od swojej woli raz przebywał w domu matki, a za innym razem u ojca. Uczęszczał do szkoły średniej w Seattle, w stanie Waszyngton do Garfield High School i mając 17 lat zdecydował, że zostanie bezdomnym.
W 2018 roku po zmieszaniu nieznanych substancji psychoaktywnych trafił do szpitala z poważnym atakiem serca, jednakże nie wystąpiły u niego żadne komplikacje.

### Kariera
Butler zaczął tworzyć muzykę w wieku 15 lat przed przeniesieniem się do Los Angeles. Zaczął rapować pod nazwą "Eblis Dolphin" i na początku swojej kariery wydał kilka mixtape'ów, około 2014 dołączył on do grupy Thraxxhous oraz zmienił swój flow oraz pseudonim na "yung bruh", używał on tego pseudonimu do połowy 2016 razem z innymi pseudonimami takimi jak: Souljahwitch, Yunng Karma i wiele innych jak Sicko Tracy lub Toreshi Minajj. W połowie 2016 roku kolektyw został rozwiązany prawdopodobnie z powodu zbyt wielkiej liczby członków i w rezultacie zmienił dotychczasową nazwę sceniczną na Lil Tracy, gdyż odkrył, że jest już inny artysta używający takiego pseudonimu. Niektórzy członkowie (w tym on) założyli nową grupę, znaną jako Gothboiclique. Lil Tracy za jej pośrednictwem poznał nowojorskiego rapera Lil Peepa. Artyści wkrótce rozpoczęli współpracę ze sobą, dzięki czemu Butler zwrócił na siebie uwagę środowiska SoundClouda. 4 lipca 2016 r. wydali razem przełomową EP Castles. 7 lutego 2017 r. artyści wydali kontynuację projektu, Castles II. Na krążku znalazła się hitowa piosenka Witchblades, która w serwisie YouTube została odtworzona ponad 278 milionów razy (stan na kwiecień 2024 r.).
Pod nowym pseudonimem wydał 1 lutego 2017 r. długo wyczekiwany mixtape Tracy's Manga. 23 lutego razem z Lil Raven'em wydał EP Fly Away. Dwa miesiące później, czyli 3 kwietnia wydał kolejny mixtape – XOXO.  Butler rapował również w utworze "Awful Things" z albumu Lil Peep'a Come Over When You're Sober, Pt. 1, wydanym w sierpniu 2017 r. Singel osiągnął szczyt z pozycją 79 na Billboard Hot 100. 8 maja 2018 r. wydał piosenkę „Like a Farmer”, która stała się virallem w internecie. Utwór zremixował raper Lil Uzi Vert. Butler przeżywał duże załamanie nerwowe oraz stany depresyjne po śmierci Peep'a przez co przez długi czas nie wydawał żadnej muzyki, jego trzema ostatnimi albumami są wydane w 2018 roku EPki "Sinner" oraz ''Designer Talk''  i wydany w 2019 r. długo wyczekiwany album "Anarchy". Album wspierały 2 single; „Bad For You”, wydany 29 sierpnia 2019 r, oraz „Beautiful Nightmare”, wydany 18 września. Teledyski do utworów zostały opublikowane kolejno 13 września i 4 grudnia. Tracy ogłosił na Twitterze, że Anarchy jest zadedykowane jego zmarłemu przyjacielowi i piosenkarzowi Lil Peepowi. Album sprzedał się w ilości okołu 5 tysięcy sztuk w pierwszym tygodniu. 20 lutego 2020 r. ukazał się teledysk do utworu „Shame”. 13 listopada 2020 roku Tracy wydał swój drugi album, Designer Talk 2. 3 czerwca 2022 r. wydał swój trzeci album, Saturn Child. Album był wspierany przez 3 single; „Heavenly”, „Paranoid” oraz „Knight in Shining Armor”. 

## Dyskografia

### Albumy
- Anarchy (2019)
- Designer Talk 2 (2020)
- Saturn Child (2022)

### Mixtape’y
- Cascadia Vibes (2013)
- Information (2013)
- Indigo Soul Mixtape (2014)
- Depression (2014)
- Asaku's Forest (2014)
- e m o c e a n (2014)
- ElegantAngel (2015)
- When Angels Cry (Death Has Wings) (2015)
- u,_u (2015)
- Vintage LSD (2015)
- Baeboyy (2015)
- Tracy World (2016)
- 757 Virginia Hood Nightmares (The Unknown Story) (2016)
- Moon Stones (2016)
- Tracy's Manga (2017)
- XOXO (2017)
- Life of a Popstar (2017)

### EP
- Icy Robitussin 森林之神杨 (2014)
- Heaven's Witch (2015)
- Kim K & Kanye (2015)
- Vampire Spendin' Money (2016)
- Free Tracy Campaign (2016)
- Desire (2016)
- Tracy! World (2016)
- Designer Talk (2018)
- Sinner (2018)

### EP-ki we współpracy
- Castles (oraz Lil Peep) (2016)
- Castles II (oraz Lil Peep) (2017)
- Fly Away (oraz Lil Raven) (2017)
- Hollywood High (oraz Mackned) (2017)

Kompilacje
- Bootleg Compilation 2012 (jako Persian Dolphin) (2012)
- Bootleg Compilation 2013 (jako Yunng Karma) (2013)
- Bootleg Compilation 2014 (jako Yung Bruh) (2014)
- THRAXXHOUSE GOTHBOICLIQUE MIX: VOLUME ONE (razem z THRAXXHOUSE) (2014)
- THRAXXHOUSE GOTHBOICLIQUE MIX: VOLUME TWO (razem z THRAXXHOUSE) (2014)